# رنگ ضدخزه

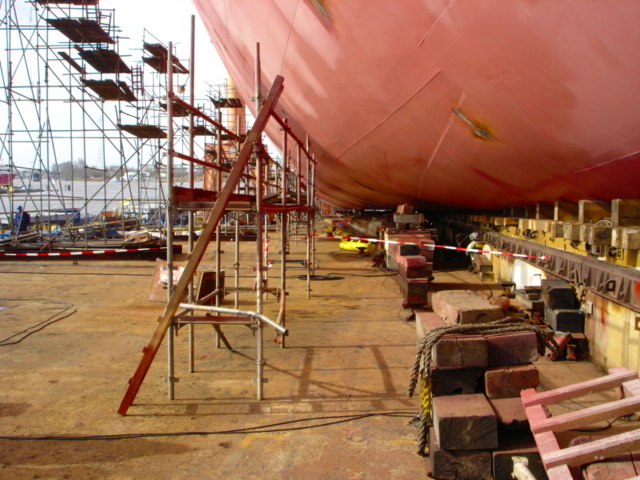
پوشش ضدخزه تازه اعمال شده بر روی یک کشتی تازه ساخت

رنگ‌های ضد خزه(به انگلیسی: Anti-fouling paint) دسته از رنگ‌ها و پوشش‌های صنعتی هستند که برای ممانعت از رشد خزه‌ها و کشتی چسب‌ها بر روی بدنه کشتی‌ها، سکوهای نفتی و سازه‌های دریایی به کار می‌روند.این نوع از پوشش‌ها قدمت زیادی در صنایع دریانوردی دارند حتی پیش از ایجاد صنعت رنگ و پوشش، اما شیوه‌های نوین تولید پوشش‌های ضد خزه بر مبنای مواد خزه کش مناسب و ساختارهای رزینی نوین به چند دهه اخیر بازمی‌گردد. پوشش‌های ضد خزه از فناوری بالایی در ساخت و عملکرد خود دارند. این پوشش‌ها به ۴ دسته کلی طبقه‌بندی می‌شوند:

## پوشش‌های رزین محلول-خزه کش محلول
که در آن از مواد طبیع چون رزین استفاده می‌شود و عملکرد آن به این صورت است که با قرار گرفتن شناور در آب، به آرامی پوشش در آب حل شده و با رها سازی مواد سمی خزه کش، از رشد ارگانیسم بر بدنه شناور جلوگیری می‌کند.

## پوشش‌های رزین نامحلول-خزه کش محلول
در این پوشش‌ها از یک ساختار رزینی نا محلول استفاده می‌شوند که اجازه لیچینگ مواد خزه کش به داخل آب دریا را به مرور زمان می‌دهد.

## پوشش های خود صیقل شونده
این نوع پوشش‌ها به سیستم رزین محلول-خزه کش محلول شباهت زیادی دارند یعنی در آن خزه کش و پایه رزینی هر دو حل می‌شوند با این تفاوت که پیوند رزین و خزه کش از نوع شیمیایی است که موجب می‌شود روند رها سازی ماده سمی به داخل آب کنترل شده باشد و مدت حفاظت پوشش از بدنه شناور بیشتر شود.

## پوشش های خزه رها ساز
این پوشش‌ها مانند پوشش داخل ماهی تابه عمل کرده و بدون استفاده از ماده سمی و تنها با کاهش چسبندگی بدنهٔ پوشش، موجب جلوگیری از رشد ارگانیسم‌ها روی سطح شناور می‌شود.